# Nikólas Ásimos
Nikólas Ásimos (en griego Νικόλας Άσιμος) (20 de agosto de 1949 - 17 de marzo de 1988) fue un compositor y cantante griego. Su verdadero apellido era Asimópoulos (Ασιμόπουλος). 
Ásimos fue un caso especial entre los artistas de la contracultura, mayormente por su estilo de vida. Sus canciones y su comportamiento fueron recibidos como provocativo por el público en general. Fue una persona con fuertes opiniones políticas. Ideológicamente podría ser categorizado como un anarquista pero él nunca aceptó ser catalogado dentro de una ideología política específica.